# Październikowanie
Październikowanie – komunistyczny, ateistyczny obrzęd lansowany przez władze ZSRR w latach 20. i 30. XX wieku (szczególnie popularny był we wczesnych latach 20.).
Ceremonia miała stanowić ateistyczny odpowiednik chrześcijańskiego chrztu (zakazanego w sowieckiej Rosji). Jej nazwa nawiązywała do rewolucji październikowej. W jej trakcie rodzice składali uroczyste przyrzeczenie, że będą wychowywać dziecko w duchu ateizmu i komunizmu. Na pamiątkę dziecko dostawało obrazek „dzieciątka Lenin”, po czym wszyscy odśpiewywali Międzynarodówkę. Dzieci otrzymywały w trakcie październikowania „postępowe” imiona związane z szeroko pojętym dziedzictwem tradycji komunizmu. Również rodzice mogli wówczas zmienić swoje „wsteczne” imiona na nowe.
Chłopcom i mężczyznom nadawano imiona o brzmieniu np.: Marks, Władlen (od Lenina), Melor (Marks + Engels + Lenin + „oktiabrskaja riewolucija”), Marlen (Marks + Lenin), Dazmir (akronim rosyjskojęzycznego zwrotu „Niech żyje ogólnoświatowa rewolucja”). Dziewczynki i kobiety przybierały takie imiona jak: Engelina (od Engelsa), Róża (od Róży Luksemburg), Ninel (Lenin wspak), Barykada, Oktiabrina, Pariżkomuna (od komuny paryskiej), Sierpina (od sierpa), Rewolucja, Dyktatura i Terrora.
Zdarzały się kuriozalne przypadki nadawania imion przypadkowych i pomyłkowych, których brzmienie mogło się w jakiś sposób kojarzyć niewykształconym ludziom z rewolucją: Traviata, Markiza, Embrio, czy Vinaigrette.
Inną ceremonią parachrześcijańską były tzw. czerwone wesela wśród komsomolców.